# Iakob Kadschaia
Iakob Kadschaia (georgisch იაკობ ქაჯაია; * 28. September 1993 in Zqaltubo) ist ein georgischer Ringer. Er ringt im griechisch-römischen Stil und wurde in dieser Stilart 2019 Europaspielesieger in der Gewichtsklasse bis 130 kg Körpergewicht. 2021 gewann er bei den Olympischen Spielen in Tokio eine Silbermedaille, ebenfalls in der Klasse bis 130 kg.

## Werdegang
Iakob Kadschaia ist seit 2005 aktiver Ringer und wurde zu Beginn seiner Laufbahn von Demur Kirtawa trainiert. Seit 2009 ist Sasa Silagadse sein Trainer. Bereits in seiner Jugend konnte Kadschaia einige internationale Erfolge verbuchen. So wurde er 2010 Vizemeister bei der Kadetten-Europameisterschaft in der Gewichtsklasse bis 100 kg. 2012 gewann er sowohl bei der Junioren-Europameisterschaft, als auch bei der Junioren-Weltmeisterschaft Bronzemedaillen in der Klasse bis 96 kg. Die erste Goldmedaille folgte bei den in Skopje ausgetragenen Ringer-Junioreneuropameisterschaften 2013 in der Gewichtsklasse bis 120 kg.
Den Sprung in den Seniorenbereich vollzog Kadschaia mit der Teilnahme am Golden-Grand-Prix-Turnier im Jahr 2013, bei dem er Zweiter wurde. Zwei weitere dieser Turniere konnte er im Folgejahr sogar gewinnen (Klasse bis 130 kg). Seit 2014 tritt er ausschließlich im Superschwergewichtsbereich bis 130 kg Körpergewicht an.
2014 nahm er erstmals an Weltmeisterschaften im Seniorenbereich teil. In der Wettbewerbsklasse bis 130 kg Körpergewicht schied er jedoch im Achtelfinale aus und belegte den 10. Rang. Die Teilnahme an den I. Europaspielen in Baku folgte 2015. Bei diesen unterlag er, nach einem Sieg in der ersten Runde, im Viertelfinale Sabah Şəriəti. Über die Hoffnungsrunde gelangte er in den Kampf um die Bronzemedaille, den er jedoch gegen den Belarussen Iossif Tschuhaschwili verlor und somit auf Rang 5 kam. Bei den Weltmeisterschaften in demselben Jahr erreichte er nur Platz 24.
2016 trat Kadschaia sowohl bei den Europameisterschaften, als auch bei den U23-Europameisterschaften an. Während er bei der Senioren-EM nur Platz 9 erreichte, siegte er beim U23-Turnier in der Klasse bis 130 kg. Im selben Jahr folgten unter anderem noch Teilnahmen an zwei olympischen Qualifikationsturnieren sowie an den Olympischen Spielen 2016 in Rio de Janeiro. Bei letzterem startete er in der Greco-Gewichtsklasse bis 130 kg. Nach Siegen gegen Eduard Soghomonyan aus Brasilien und gegen den Ukrainer Oleksandr Tschernezkyj, den er per Schultersieg bezwang, folgte eine Niederlage gegen den Russen Sergei Semjonow. Da dieser nicht das Finale erreichte, bedeutete die Niederlage das Ausscheiden aus dem Wettbewerb. Kadschaia belegte Rang 7.
Im Jahr 2017 nahm Iakob Kadschaia weder an EM noch an WM teil. Erst 2018 folgte wieder eine EM-Teilnahme. Bei dem in Kaspijsk stattfindenden Turnier gelangte er nach zwei Siegen ins Halbfinale, in dem er Witali Schtschur aus Russland unterlag. Den anschließenden Kampf um Platz 3 gegen den Bulgaren Miloslaw Metodiew konnte er sicher für sich entscheiden und gewann somit Bronze. Ein Jahr später, bei der Europameisterschaft 2019 in Bukarest, traf er mit Witali Schtschur erneut auf einen russischen Kontrahenten, konnte dieses Mal jedoch siegen und zog in das Finale ein. In diesem hatte er keine Chance gegen den türkischen Rekordmeister Rıza Kayaalp und erhielt die Silbermedaille.
Nach der EM folgte die Teilnahme an den Ringerwettbewerben der II. Europaspiele in Minsk. Kadschaia konnte seine Kämpfe, unter anderem gegen Sabah Şəriəti, gewinnen und traf im Finale auf Kiryl Hryschtschanka aus Belarus. Er verlor zwar den Kampf, jedoch wurde Hryschtschanka nach den Spielen des Dopings überführt, wodurch Iakob Kadschaia nachträglich die Goldmedaille zugesprochen bekam.
Ebenfalls 2019 gewann Kadschaia eine Bronzemedaille bei der Weltmeisterschaft 2019 in Nur-Sultan. Nach Siegen in den ersten beiden Runden traf er im Viertelfinale auf Rıza Kayaalp, dem er abermals unterlag. In der Hoffnungsrunde besiegte er dann Yasmani Acosta aus Chile und anschließend im Kampf um Platz 3 den Deutschen Eduard Popp. Diese Platzierung sicherte einen georgischen Startplatz bei den nächsten Olympischen Spielen.
Bei der Europameisterschaft 2021 in Warschau kam es erneut zum Finalkampf gegen Rıza Kayaalp, den der Türke abermals für sich entscheiden konnte. Somit gewann Kadschaia sein zweites EM-Silber. Den sportlichen Höhepunkt des Jahres 2021 stellten die Olympischen Spiele in Tokio dar. In der Klasse bis 130 kg besiegte Kadschaia unter anderem Sergei Semjonow und Yasmani Acosta und traf im Finale auf den Kubaner Mijaín López. Er verlor den Kampf und gewann somit eine olympische Silbermedaille. Den Abschluss des sportlichen Turnierjahres bildeten für Kadschaia die Ringer-Weltmeisterschaften 2021 in Oslo. Bei diesen konnte er sich abermals die Bronzemedaille sichern, nachdem er gegen den Russen Surabi Gedechauri den Finaleinzug verpasste und im Kampf um den 3. Platz Osman Yıldırım aus der Türkei bezwang.
Im Jahr 2022 nahm Iakob Kadschaia an den Europameisterschaften in Budapest teil, schied jedoch in seinem ersten Kampf gegen den Deutschen Franz Richter aus. Im September folgte die Teilnahme an den Weltmeisterschaften in Belgrad. Bei diesen unterlag er Amin Mirzazadeh aus dem Iran und im Kampf um Bronze Mantas Knystautas aus Litauen und wurde somit Fünfter.
Bei der Europameisterschaft 2023 in Zagreb unterlag Kadschaia im Halbfinale Sabah Şəriəti. Im anschließenden kleinen Finale konnte er den Rumänen Alin Alexuc-Ciurariu besiegen und sich Bronze sichern.
Wegen Verstoßes gegen die Dopingbestimmungen wurde Kadschaia von April 2023 bis April 2027 gesperrt.